# 群馬県立館林高等学校
群馬県立館林高等学校（ぐんまけんりつたてばやしこうとうがっこう、英: Gunma Prefectural Tatebayashi High School）は、群馬県館林市にある県立高等学校。略称は「館高『かんこう』」。

## 概略
東毛（群馬県東部）に所在する伝統校。前身である太田中学（現在の群馬県立太田高等学校）邑楽分校が1901年（明治34年）に創立された。1912年（明治45年）に邑楽分校は一旦廃止されるが1921年（大正10年）に再興。全日制は1学年6学級で定員は240名(2018年度入学生以降は1学年5学級で定員は200名)、開校以来の男子校である。定時制の定員は1学年40名（男女）。部活動が盛んである。特にレスリング部は全国屈指の名門であり多数のオリンピック出場選手等も輩出している。

## 指標
- 一、我等はまず健康で明るくそして強くありたい。
- 一、我等は自由と平和を愛し真に民主的な国家の建設に邁進しよう。
- 一、我等は正義と真理を尊重し世界文化の潮流に預かり、これに貢献する実力を養おう。

## 校歌・応援歌
校歌
作詞者 佐藤春夫（詩人・小説家）
作曲者 信時潔（作曲家）
開校40周年を記念して1961年に制定。歌詞中リフレイン部分である「男(お)の子の意気はここに見る」は同校の謳い文句でもあり多用される。
旧校歌
作詞者 中村孝也（歴史学者・文学博士）
作曲者 井上武士（作曲家）
1934年制定。現在では開校記念日に歌われる。『皇国 に尽くす』等、軍国的な歌詞が存在するため現在では三番が歌われなくなった。行進曲風である。
応援歌
作詞者 半田雅男
作曲者 原秀夫
硬式野球部やサッカー部の大会の得点時に肩を組んで斉唱される。間奏に手拍子が入る。
館林中学校開校の歌
作詞者 井上確太郎
曲調 嗚呼玉杯
1921年の開校を記念し当時国語教諭であった井上確太郎により作詞された。

## 年表

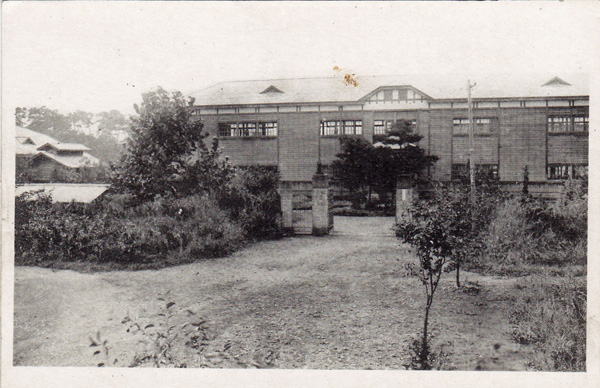
旧木造校舎

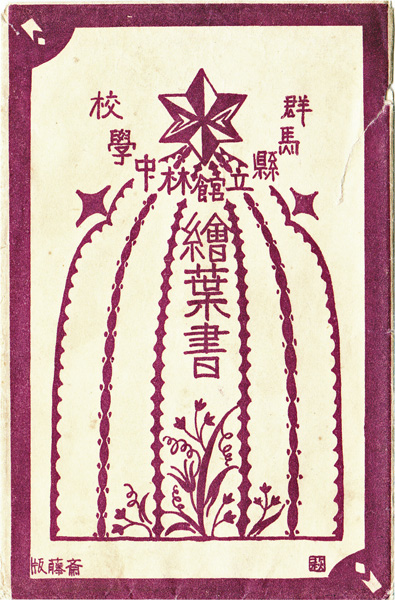
群馬縣立館林中學校繪葉書(昭和2年)

1901年（明治34年）邑楽郡館林町（現・館林市）に設立された太田中学邑楽分校が起源であるが、1912年（明治45年）に邑楽分校は廃止となった。 
郷土先覚者の献身的努力により、1921年（大正10年）2月に1学年定員250名の県立中学校として設立許可を受け、その年5月仮校舎（現在の群馬県立館林女子高等学校、当時館林農学校）で再興の式典が行われた。その後、幾多の変遷を経て1948年（昭和23年）4月に1学年900名の新制高校として許可され現在に至る。
- 1901年（明治34年）- 群馬県立太田中学校邑楽分校開校。
- 1912年（明治45年）- 群馬県立太田中学校邑楽分校廃止。
- 1921年（大正10年）- 文部大臣より群馬県立館林中学校として設立認可を受ける。仮校舎校庭において開校式挙行。
- 1922年（大正11年）- 校長室等の校舎竣工。
- 1934年（昭和9年）- 旧校歌制定。
- 1938年（昭和13年）- 講堂竣工。
- 1945年（昭和20年）- 3月に中島飛行機小泉製作所の艦上偵察機彩雲設計試作部隊が同校に疎開。
- 1948年（昭和23年）- 新制高等学校設置認可（全日制普通課程）。群馬県立館林高等学校となる。
- 1949年（昭和24年）- 併設中学廃止。
- 1951年（昭和26年）- 全日制商業科併設（商業科1学年定員50名/普通科1学年定員250名）。伊奈良分校設置認可。
- 1955年（昭和30年）- 伊奈良分校、板倉分校と改称（町村合併による）。中心校商業科2学級となる。
- 1958年（昭和33年）- 板倉分校全日制家庭課程併設。萬葉植物園完成。
- 1961年（昭和36年）- 新校歌制定、作詞 佐藤春夫、作曲 信時潔。
- 1965年（昭和40年）- 同校プール設置。
- 1967年（昭和42年）- 鉄筋コンクリート造り校舎増築。
- 1968年（昭和43年）- 板倉分校が独立し、群馬県立板倉高等学校となる。
- 1981年（昭和56年）- 特別教室（商業科、家庭科教室）、大成会館新築。
- 1982年（昭和57年）- 松林サーキット完成。
- 1985年（昭和60年）- 全日制普通科7学級となる（群馬県立館林商工高等学校開校に伴い、商業科2学級募集停止）。
- 1987年（昭和62年）- 商業科閉科記念式典挙行。商業科閉科。
- 1991年（平成3年）- 学習室、合宿室冷暖房設備整備。
- 1996年（平成8年）- 体育器具庫の改修（旧銃器庫）。
- 2002年（平成14年）- 全日制普通科1学年定員240名となる。全日制・定時制が2学期制となる。
- 2005年（平成17年）- 邑楽郡千代田町瀬井戸に艇庫改築。全日制・定時制が3学期制となる。
- 2007年（平成19年）- PTA負担による空調設備を普通教室に整備。
- 2011年（平成23年）- 東日本大震災により正門の片側が崩落する。

## 特徴

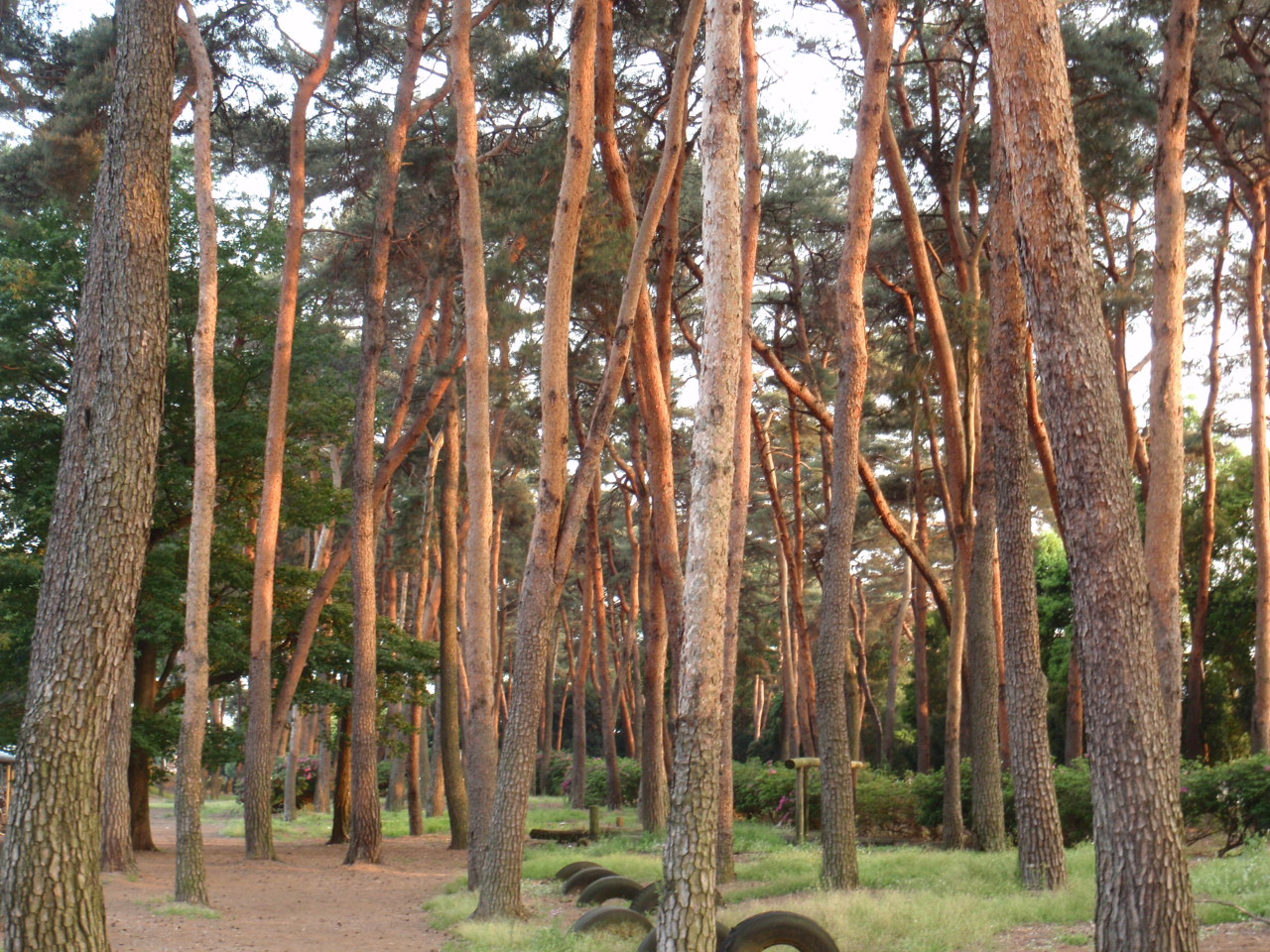
校庭西側に広がる松林

- 県内一、二の広さである広大な敷地には広いグラウンドのほかに、食堂や宿泊施設機能を持つ同窓会館（大成会館）、二つの体育館、格技を行う武道館、トレーニングルーム、松林、萬葉植物園、プールなど充実した設備を備えており、校門前には桜並木が広がっている。
- 萬葉植物園内の池に大賀蓮がある。1955年に東京大学の大賀一郎博士が講演で来校し、そのときに茎を寄贈されたが枯れてしまい、現在あるものは1996年に茨城県古河市から譲り受けたものである。
- 校庭が広く、男子硬式野球部・男子軟式野球部・男子ソフトボール部といった大きなくくりでの3種の野球部とサッカー部が活動している。
- 通常授業（50分×6コマor7コマ）の他に7:30から『朝課外』（通称：0時限目）というものがある。3年次には『放課後課外』（90分）が毎日放課後にある。
- 柔道部が存在せず（かつては存在した）、レスリング部が名門である。
- サッカー部は県新人大会で過去11回優勝している名門である。
- 校庭東側に戦前、戦中に、軍事教練で使用された銃器庫がある。
- 校庭西側に松林が広がっている。現在は防風林の役割を担っているが、かつてはここで軍事教練が行われていた。校庭と松林の間にある土塁は、当時の実弾射撃訓練の的である。
- 1945年3月に中島飛行機小泉製作所設計試作部隊の、艦上偵察機彩雲設計試作部隊は同校の前身である館林中学校に疎開した。同製作所の長距離爆撃機連山設試部隊は埼玉県立熊谷高等女学校へ、ジェット戦闘機橘花設試部隊は栃木県立佐野中学校にそれぞれ疎開した。
- 大成会館内に学食も設置。

## 制服
- 黒の詰襟服（標準型学生服）に校章入りの釦と襟章（左学年クラス章・右校章）を付けたもの。
- ワイシャツは白ワイシャツ（標準型）に胸章を付けて用いる。夏季は半袖ワイシャツ、学校指定のポロシャツ（左胸に花文字でTの刺繍）でもよい。

## 校章
旧制中学時代から原型は同じである。北極星になぞらえ、「立」という文字と垂直に伸びる線で構成されている。同校に学ぶ健児は人生航路において宇宙に浮かぶ北極星のごとく社会に貢献できる人間であり、人間社会のリーダー、指針を与える光輝ある星になれとの意味が北極星にこめられている。館林という地名は、かつて立林と書かれていたため「立」の字が刻みこめられている。戦後、学制改革によって新制高校となり、中心に「高」の文字を配した。

## 行事
マラソン大会
城沼一周（約10km）を全校生徒が一斉に走り順位を競う。クラス成績順位も発表される。
球技大会
2日間、バスケットボール・サッカー・ソフトボール・卓球の4種目について全学年の全クラス及び職員チームで行われる。トーナメント方式によって行われ、各種目の得点によって総合順位が決定する。文化祭が行われる年は球技大会は行われない。
50キロ強歩大会
30年以上続く名物行事であり約50kmの距離を競う。渡良瀬川・利根川の土手を使い4月下旬の土曜日に行われる。栃木県栃木市を起点とし、群馬県邑楽郡板倉町、埼玉県加須市、邑楽郡板倉町、邑楽郡明和町、千代田町、邑楽町を経由し、館林市の同校を終点とする。走っても歩いても良いが、それぞれの関門には決められた時間があり、時間内に辿り着かないといけないため、徒歩だけでは時間内に辿り着けず、関門から先へ進ませてもらえなくなる。第30回大会（2009年）で初めて雨で途中中止となり、2010年は堤防工事により中止。2011年の第31回大会も雨天のため中止となった。2018年からは、名称が『強歩大会』に変更され、距離も約50kmから約40kmに短縮された。2021年は、新型コロナウィルスの影響により距離が24kmに短縮された。
大成祭（文化祭）
3年に1度だけ開催される。毎回学校で掲げられるテーマ沿って各クラスごとに催しをする。
企業訪問（1年次）
進路学習の一環として2月の初旬に主に東京の会社に行き、様々な質問・体験をする。過去には東京弁護士会や東日本旅客鉄道、東武鉄道、ベネッセコーポレーション等がある。
修学旅行（2年次）
三泊四日で沖縄の歴史と文化を学習する。
歌舞伎教室（3年次）
東京の国立劇場で歌舞伎を観賞する。
体育大会
長縄、30人31脚、対抗リレーなど、いろいろな競技で学級ごとに順位を競う。
県高校総体壮行会
出場選手へ応援歌を斉唱する。

## 銃器庫
同校設立当時から実施されていた発火演習や、大正14年度から太平洋戦争の終戦まで教育課程の正課であった学校教練（軍事教練）に使用された銃器が保管されていた。戦後、一時部室として使用されたが、現在は倉庫として使われている。
建築年度
- 大正13年度（1969年（昭和44年）に一部が取り壊された）

構造
- 木造平屋建トタン葺き

建物面積
- 33m2

保管銃器
- 三八式歩兵銃 一〇五挺（昭和5年度教練実施報告書）
- 銃剣 一〇五振（昭和5年度教練実施報告書）
- 他に、指揮刀、木銃

## 部活動・同好会
- 硬式野球部 - 創部は1921年。創部90年にして甲子園出場はない。県夏季大会の最高進出は準々決勝（8強）。
- 軟式野球部 - 県で優勝経験もある。
- サッカー部 - 群馬県サッカー協会（旧館林蹴球協会）は同校（旧制館林中学）のサッカー部を母体として1949年（昭和24年）に設立された。県高校サッカー新人大会の優勝回数は群馬県立前橋商業高等学校の13回に次いで2位（11回）。
- バスケットボール部 - 定時制バスケットボール部が第23回（2013年）全国高等学校バスケットボール大会に出場。
- バレーボール部
- 硬式テニス部
- 軟式テニス部
- 卓球部
- レスリング部
- 剣道部
- 空手部
- バドミントン部
- 山岳部
- 吹奏楽部
- 陸上競技部
- ボート部 - インターハイ出場の常連校。
- JRC部
- 演劇部
- 情報処理部
- 囲碁将棋部
- 科学部
- 文学部
- 弁論同好会
- 新聞部
- 美術部

## 全国高等学校決勝弁論大会
毎年、同校主催で全国の高校から弁士を集い催される。本大会は1952年（昭和27年）に第1回の同校主催の弁論大会が開催されて以来、多くの参加者が雄弁を奮ってきた。過去には、北は北海道、西は沖縄県まで日本全国からの参加者が見られる。
会場
- 館林市三の丸芸術ホール

主催
- 同校・同弁論部・同生徒会

後援
- 群馬県・群馬県教育委員会・群馬県高等学校文化連盟・館林市・同校同窓会・同校PTA・同校弁論部OB会

表彰一覧
- 団体戦
  - 群馬県知事賞
  - 群馬県議会議長賞
  - 群馬県教育委員会教育長賞
  - 同校弁論部OB会長賞
- 個人戦
  - 館林市市長賞
  - 館林市議会議長賞
  - 館林市教育委員会教育長賞
  - 同校同窓会会長賞
  - 同校PTA会長賞
  - 同校弁論部OB会長賞

## 交通アクセス
- 東武鉄道 館林駅西口 徒歩17分・または広域公共路線バス多々良巡回線/館林邑楽千代田線：『館林高校前』下車。
- 成島駅徒歩10分

## 著名な関係者

### 出身者
旧制太田中学邑楽分校
- 大屋晋三 - 元帝人社長、参議院議員、商工大臣（第二次吉田茂内閣）、運輸大臣（第三次吉田茂内閣）。前橋中学校から太田中学校邑楽分校に転校。
- 笹本一雄 - 元衆議院議員、元防衛庁政務次官
- 増田連也 - 元衆議院議員、第29代群馬県議会議長

旧制館林中学・新制館林高校
- 谷津義男 - 元衆議院議員、元農林水産大臣
- 坂村吉正 - 元衆議院議員、元防衛庁政務次官、内閣審査官。旧制一高文科、東京帝国大学法学部卒業。
- 矢口昇 - 実業家、政治家、群馬県議（5期）、第78代群馬県議会議長
- 安楽岡一雄 - 元館林市長（在職中だった2017年2月12日、多臓器不全のため死去）
- 島田豊作 - 陸軍中佐。戦車第4中隊隊長としてマレー作戦にて戦車夜襲を決行。英印軍第1師団を壊滅させる。終戦後は同校社会科教諭となる。
- 荻野喜弘 - 経済学者、第14代下関市立大学学長。東京大学経済学部卒業。
- 茂木秀昭 - 元都留文科大学教授。慶應義塾大学文学部卒業。
- 松沢幸一 - 元キリンビール社長、明治屋社長、元日本洋酒輸入協会理事長。北海道大学農学部卒業。
- 小幡洋次郎（旧姓：上武洋次郎） - 1964年東京オリンピック、メキシコオリンピックにおいて連続で金メダルを獲得したアマチュアレスリング選手。
- 長島正彦 - アマチュアレスリング選手。青山学院大学卒業。
- 長島和幸 - アマチュアレスリング選手。クリナップ所属。早稲田大学卒業。上記の長島正彦とは双子の兄弟。
- 松本隆太郎 - レスリング選手。群馬ヤクルト販売所属。日本体育大学卒業。
- 松本篤史 - レスリング選手。綜合警備保障所属。日本体育大学卒業。上記の松本隆太郎の弟。
- 宗次郎（本名：野村宗次郎） - オカリナ奏者
- 武者野勝巳 - 将棋棋士
- 飯田善國 - 足利市出身の彫刻家・詩人。慶應義塾大学在学中徴兵される。
- 佐々木昌信 - プロ野球審判員
- 猪谷六合雄 - 日本スキーの草分け。旧制館林中学2年の時に中退。
- 齋藤雅巳 - 登山家
- 山崎智也 - 競艇選手
- 石毛善衛 - 競馬騎手
- やなぎ女楽 - 曲独楽師
- 清瀧千晴 - バレエダンサー。在学中に二年生で全国バレエコンクール高校生の部で第3位。ボリショイバレエ学校へ奨学生として1年間留学した。
- 冨田知孝 - ボーカリスト。敏いとうとハッピー&ブルー元メンバー。
- 兎月竜之介 - ライトノベル作家
- 黒川武 - 元日本労働組合総評議会議長
- 葉一 - 教育系YouTuber。東京学芸大学卒業。

### 教員
- 大村喜吉 - 元旧制館林中学教諭。英語教育史の研究者、埼玉大学名誉教授。
- 高田裕司 - 元・同校教諭/レスリング部監督。モントリオールオリンピック金メダリスト、ロサンゼルスオリンピック銅メダリスト。
- 笠原宗太 - 元・同校教諭/サッカー部監督。元日本プロサッカーリーグ（Jリーグ）、水戸ホーリーホック所属。